# Писаренко Георгій Степанович
Гео́ргій Степа́нович Писаре́нко (30 жовтня (12 листопада) 1910, Скрильники — 9 січня 2001, Київ) — український вчений-механік, доктор технічних наук (з 1949 року), професор (з 1950 року), фундатор наукової школи з механічних коливань, міцності матеріалів та елементів конструкцій в екстремальних умовах експлуатації. Академік Національної академії наук України (з 1964 року).

## Біографія
Народився 30 жовтня (12 листопада) 1910 року на хуторі Скрильниках (тепер у межах села Дрижина Гребля) Кобеляцького повіту Полтавської губернії в сім'ї Степана Петровича Писаренка та Єфросинії Петрівни Скрильник. Його діди Петро Петрович Скрильник та Петро Юхимович Писаренко належали до українського козацького стану та займались землеробством.
Трудову діяльність розпочав у 17 років, працюючи спочатку робітником-ремонтником в місті Полтаві, а потім слюсарем Нижньогородського автомобільного заводу. В 1936 році з відзнакою закінчив суднобудівний факультет Горьковського індустріального інституту і працював конструктором на заводі «Красное Сормово». Через рік був прийнятий до аспірантури Київського політехнічного інституту і за сумісництвом працював в Інституті будівельної механіки (нині — Інститут механіки імені С. П. Тимошенка НАН України). Під час роботи над кандидатською дисертацією консультувався з відомими вченими — академіком Б. Г. Гальоркіним, членом-кореспондентом АН СРСР П. Ф. Папковичем, А. І. Лур'є та ін. Він глибоко опанував теорію згину пластин і на основі методу Б. Г. Гальоркіна, розв'язавши задачу поперечного згину пластини напівкільцевої форми з опиранням по зовнішньому круговому контурі при вільних інших краях.
У лютому 1941 року захистив кандидатську дисертацію на тему «Визначення прогинів і напружень у рознімних діафрагмах парових турбін». Під час німецько-радянської війни працював над розв'язанням проблеми підвищення міцності авіаційних двигунів — спочатку на Уфімському моторобудівному заводі, потім — у Центральному інституті авіаційного моторобудування. З 1944 року він, як учений секретар Інституту будівельної механіки, займався відновленням роботи лабораторій установи. Водночас викладав у Київському політехнічному інституті та продовжував фундаментальні дослідження нелінійних коливань механічних систем з урахуванням розсіювання енергії в матеріалі, результати яких стали основою успішно захищеної ним у 1948 році докторської дисертації, а потім були ушановані премії імені М. М. Крилова АН УРСР.
З 1950 року працював в Інституті металокераміки та спеціальних сплавів (нині Інститут проблем матеріалознавства імені І. М. Францевича НАН України). Очолював відділ, згодом — сектор, а ще через якийсь час став заступником директора з наукової роботи. Відтоді вся наукова діяльність Георгія Степановича присвячена формуванню нового напряму в механіці — дослідженню міцності матеріалів та елементів конструкцій в екстремальних умовах. У 1957 році вченого обрали членом-кореспондентом, а в 1964 році — дійсним членом АН УРСР.
У 1966 році за його ініціативи створено Інститут проблем міцності АН УРСР. Незмінним директором цієї установи він був понад двадцять років, а в 1988 році став його почесним директором. Під керівництвом вченого тут знайшли розв'язання актуальні проблеми, які відбивали запити атомної енергетики, газотурбобудування, авіаційної, ракетно-космічної техніки та інших найважливіших галузей машинобудування.
У 1970 році за безпосередньої ініціативи Г. С. Писаренка, відбулося відкриття в КПІ на кафедрі опору матеріалів спеціальності «Динаміка та міцність машин» з кваліфікацією «Інженер-механік-дослідник». Необхідність запровадження такої спеціальності була викликана потребами як інститутів АН УРСР (таких як Інститут проблем міцності, Інститут механіки, Інститут надтвердих матеріалів, Інститут проблем матеріалознавства, Інститут електрозварювання ім. Є. О. Патона), так і великих машино-, авіа- і суднобудівних підприємств України. Ускладнення конструкторських завдань на стадії проєктування виробів нової техніки викликало гостру потребу у розв'язанні проблем міцності з використанням складних математичних моделей і сучасних обчислювальних комплексів.
Результати наукової діяльності творчого колективу Г. Писаренка викладені у двотомній монографії «Міцність матеріалів і елементів конструкцій в екстремальних умовах», яка у 1982 р. була визнана гідною Державної премії СРСР у галузі науки та техніки. Велику увагу Писаренко приділяв редакційно-видавничій справі. Він був головним редактором журналів «Проблеми міцності», «Доповіді АН УРСР» та ін. Як вдячний учень, постійно піклувався про перевидання робіт своїх учителів: академіків АН УРСР АД. Коваленка, М. М. Давиденкова, С. В. Серенсена. Крім того, Г. С. Писаренко працював над створенням вишівських підручників і довідкових посібників. У 1963 р. в співавторстві з В. А. Агаревим, О. Л. Квіткою, В.Г Попковим, Е. С. Уманським Г. Писаренко, враховуючи досвід багаторічних досліджень, створив оригінальний підручник[недоступне посилання з жовтня 2019] з опору матеріалів. Про наукову і навчальну цінність підручника свідчить той факт, що він витримав п'ять перевидань.
Виняткову увагу Г. С. Писаренко приділяв вихованню молодих учених і висококваліфікованих інженерів. Він підготував 45 докторів і 180 кандидатів наук, понад три десятиліття очолював кафедру опору матеріалів Київського політехнічного інституту, був головою спеціалізованої вченої ради при Інституті проблем міцності НАН України.

Могила Георгія Писаренка

Жив у Києві в будинку на вулиці Панфіловців, 16, квартира 1. Помер 9 січня 2001 року. Похований в Києві на Звіринецькому кладовищі.

## Праці
Автор понад 800 наукових публікацій, серед яких 50 монографій, підручників та довідників, чимало з них перекладено іноземними мовами. Серед них:
- Писаренко Г. С., Яковлев А. П., Матвеев В. В. Справочник по сопротивлению материалов — 3-е изд., перераб. и доп. — К. : Вид-во Дельта, 2008. — 816 с.
- Опір матеріалів: підручник для студ. механіч. спец. вищ. навч. закл. / Г. С. Писаренко, О. Л. Квітка, Є. С. Уманський. — К. : Вища шк., 2004. — 655 с. — ISBN 966-642-056-2
- Писаренко Г. С., Лебедев А. А. Деформирование и прочность материалов при сложном напряженном состоянии. — К.: Наукова думка, 1976. — 416 с.

## Громадська діяльність
У 1969 році заснував міжнародний науково-технічний журнал «Проблемы прочности», який під назвою «Strength of Materials» видається у США.
Був головним ученим секретарем, віцепрезидентом, членом, а останнім часом — радником Президії НАН України, дійсним членом Міжнародної академії астронавтики, Американського товариства випробувань і матеріалів, Російського національного комітету з теоретичної та прикладної механіки, Президії Національного комітету України з теоретичної та прикладної механіки, головним редактором журналу «Проблемы прочности» та членом редакційних колегій багатьох науково-технічних журналів.
Цікавився питаннями аномальних явищ, НЛО. В 1980 році створив Секцію вивчення аномальних явищ при Науково-технічному товаристві радіотехніки, електроніки та зв'язку.

## Відзнаки
Почесний Соросівський професор. Заслужений діяч науки УРСР (з 1973 року). Лауреат Державної премії СРСР за 1982 рік; двічі лауреат Державних премій УРСР в галузі науки й техніки:
- 1969 — за цикл робіт з питань міцності матеріалів при високих температурах[3];
- 1980 — за підручник «Сопротивление материалов», опублікований у 1979 році (4-е видання)[4].

Нагороджений радянськими орденами Леніна, Трудового Червоного Прапора, Жовтневої Революції, українським орденом «За заслуги» II ступеня, численними медалями СРСР; золотими медалями Словацької академії наук та науково-технічного товариства Польщі.
На честь науковця названо астероїд 20963 Писаренко.